# ハシブトオオヨシキリ

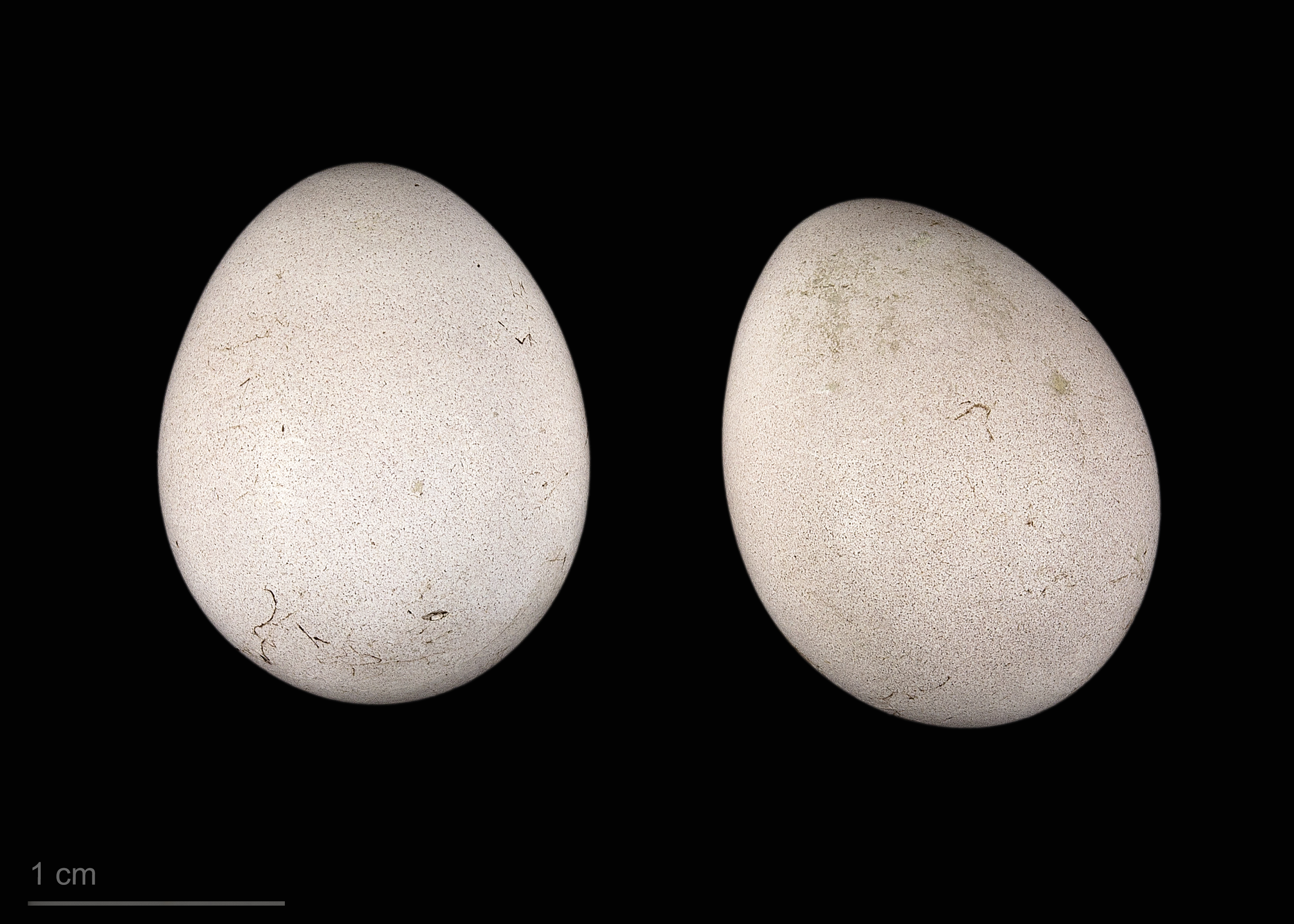
Arundinax aedon aedon

ハシブトオオヨシキリ（嘴太大葦切、学名 Arundinax aedon）は、鳥類スズメ目ヨシキリ科の1種である。

## 特徴

### 分布
ウラル地方から東シベリア南部、沿海地方までのロシアと中国東北部で繁殖し、冬季はインド南部から東部、インドシナ半島やマレー半島に渡り越冬する。
日本では長らく1927年5月に長野県で観察されたのが唯一の記録だったが、1997年に静岡県で記録され、以後石川県舳倉島、対馬でも記録されている。

### 形態
全長約18cm。
雌雄同色である。体の上面は茶褐色で腰と尾は赤褐色。喉から体の下面にかけては白色。
羽色はオオヨシキリと似ているが、体の上面はやや暗色である。また、眉斑がなく嘴が太く短めであることも識別点となる。

### 生態
湿地や川沿いの葦原、灌木林に生息する。

## 分類
かつてはヨシキリ属 Acrocephalus に分類されていたが、2009年に系統研究によりヒメウタイムシクイ属 (Iduna)への変更が提案され、さらに2014年にハシブトオオヨシキリ属への分類が提案された 。現在ではハシブトオオヨシキリ属に分類されている。